# 不做告别
不做告别（韓語：작별하지 않는다）是韩国作家韩江创作的小说，出版于2021年。内容围绕两位女性，作家庆荷、纪录片导演仁善展开，庆荷受仁善之托前往济州岛，展现了济州四·三事件对受害者家庭的遗留影响。韩江将这部小说视为前作《少年來了》（韓語：소년이 온다）的对应。

## 情节
小说以独自生活在首尔的女性庆荷的视角展开。她得知长期好友仁善因工作事故住院后，前往病房探望。仁善恳请她前往济州岛的家中照料自己的鸟——阿玛。为完成这一嘱托，庆荷踏上旅程，在暴雪中穿越济州岛。在这场与时间赛跑、确保阿玛存活的过程中，她逐步揭开仁善的家庭往事，并直面这座岛屿所承载的惨痛历史。

## 济州四·三事件

### 历史
二战结束后，日本撤出济州岛，美国建立了由驻朝鲜美军政厅管辖的统治，以遏制共产主义势力的崛起。当时济州岛因人口剧增，经济困难加剧，失业、物资短缺、霍乱等问题引发社会不满。1947年三一节，警察向示威群众开火，造成六死八伤，激化民怨，引发南朝鲜劳动党的“反警察”运动及大规模罢工。美军政当局将其归咎于共产势力煽动，强化镇压，逮捕数千人。1948年4月3日，南劳党武装发动袭击，反对单方选举，美军与李承晚政府展开血腥镇压，屠杀岛民，并实施焦土作战。1948年11月济州岛进入戒严，大规模屠杀持续至1954年，数万人在此事件中死亡。

### 小说
《不做告别》的背景设定在济州四·三事件数十年后。主人公庆荷受好友仁善之托踏上旅程，书中提及了济州岛的历史，并涉及满洲国军的暴行、保导联盟事件及韩国参战越南战争。韩江在出席诺贝尔文学奖典礼时说：
直至2021年秋季《不做告别》出版前，我始终在思考两个核心问题：为何世界充满暴力与苦难？但同时，世界又为何如此美丽？长期以来，这种矛盾与内在的挣扎正是推动我写作的动力。
韩江的作品关注战后韩国历史中的暴力事件。前作《少年来了》同样探讨了光州事件的影响。在《耶鲁评论》中，作家兼教授Yung In Chae在评论韩江获得2024年诺贝尔文学奖时写道：
这正是韩江的力量：她仅仅是凭借纸笔，扮演着受国家暴力迫害者的记忆载体，将那些创伤传递给继承了痛苦，却未必知晓真相的后人。她让痛苦变得清晰、不可磨灭，充满意义。